# چن ژیشیونگ
چن ژیشیونگ (انگلیسی: Chen Zhixiong؛ زادهٔ ۱۳ اوت ۱۹۵۹) بازیکن واترپلو اهل چین بود.
وی در مسابقات کشوری و بین‌المللی در مجموع برندهٔ ۱ مدال طلا شده‌است.